# 防潮板
防潮板（ぼうちょうばん）とは、建築物等の入り口等に緊急時に設置して、外部の水が建物内に浸入するのを防ぐ建築部材である。海水に関係のない内陸部では単に防水板として用いられる。海・河川の近くや下水管から水があふれる可能性のある場所の建物の1階入り口などに設ける。地下鉄・地下街の入り口あるいは地下駐車場斜路に設けられることも多い。
防潮板は素材・設置のされ方などによっていくつか分類の分類の仕方が有る。
- 1.素材による分類。
  - 1-1.金属板（アルミ・ステンレス等）でできている物。
  - 1-2.シート式の物。
  - 1-3.木製の物
  - 1-4.樹脂製の物
- 2.設置の仕方による分類。
  - 2-1.手動式の物。
    - 2-1-1.他の場所から持ってきて、レバー・ボルト等で設置する。
    - 2-1-2.その場所にあるものを引き出すなどして設置する物。

  - 2-2.機械式の物。
    - 2-2-1.水を自動感知して無人で設置される物。
    - 2-2-2.人間がスイッチを入れ起動させる物。

  - 2-3.浮力式の物
    - 2-3-1.浸水してきた水の浮力で起立させるもの
- 3.開閉の仕方による分類（2-1-1を除く）。
  - 3-1.下から垂直に壁を上げる物。
  - 3-2.横からスライドする物。（1-2は無い）
  - 3-3.扉のように閉まる物。（1-2は無い）
  - 3-4.ハッチのように下から開いて斜めの壁を作る物。（1-2は無い）

上記の中から様々な組み合わせが可能であるが、防潮・防水性能や値段（初期コスト・維持管理費用）が大きく違ってくるので、その場所の冠水の危険度や建物機能の重要度又は建築物の意匠性を考え合わせ選択する必要がある。
また、港湾施設、川や水路などでは水門を設けて水の侵入を防ぐことが多い。
対象とする水害の種類
- 台風（高波・高潮・河川氾濫・内水氾濫）
- 集中豪雨（河川氾濫・内水氾濫）
- ゲリラ豪雨（内水氾濫）
- 津波（高潮・河川氾濫）

防潮板（防水板）を設置する上での注意点
- 水害時に電動で操作する防潮板（防水板）には必ずバックアップ機構を。
- 浸水してくる水は汚染水である。食品・医療関係施設に設置する場合は特に止水性能の高いものを。
- いざという時のために設置する要員の訓練を定期的に行うこと。また、機械式の物であればメンテナンスは欠かさず行うこと。